# قرار مجلس الأمن التابع للأمم المتحدة رقم 175
قرار مجلس الأمن التابع للأمم المتحدة رقم 176، الذي اعتمد بالإجماع في 12 سبتمبر 1962، بعد دراسة طلب دولة ترينيداد وتوباغو للعضوية في الأمم المتحدة، الجمعية العامة بأن تقبل دولة ترينيداد وتوباغو.
واعتمد القرار بالإجماع.